# Mercadona
Mercadona S.A. ist die größte Supermarktkette in Spanien, der Hauptsitz befindet sich in Valencia.
In den Märkten und im Internet vertreibt das Unternehmen Lebensmittel und Güter des täglichen Bedarfs. Das Unternehmen befindet sich in Familienbesitz und unterhält vier betriebliche Kindergärten.
In allen Provinzen des Landes vertreten gibt es insgesamt 1.617 Filialen (Stand Mai 2024) mit durchschnittlich 1300 Quadratmetern Verkaufsfläche. Der Marktanteil von Mercadona in Spanien liegt bei über 22 %.

## Geschichte

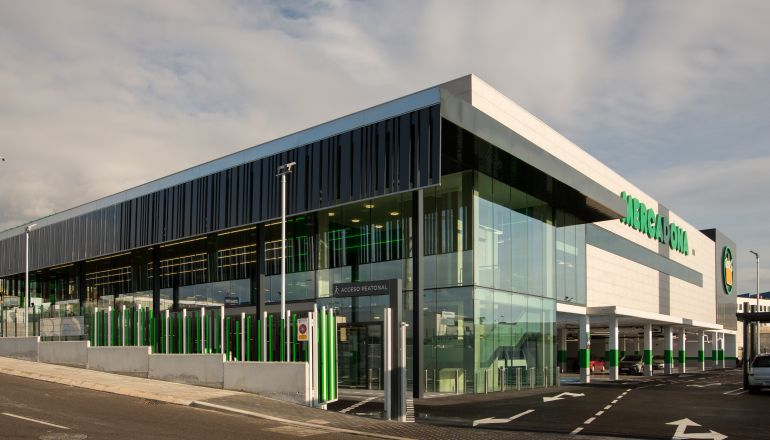
Mercadona in Finestrat, Comunitat Valenciana

Die Wurzeln des Unternehmens gehen auf das Ehepaar Francisco Roig Ballester (* 1912, † 2003) und Trinidad Alfonso Mocholí (* 1911, † 2006) zurück, die ab 1977  Fleischereigeschäfte gründeten, in denen später auch andere Lebensmittel verkauft wurden.
Im Jahr 1981 übernahmen Juan Roig mit seiner Frau und den Geschwistern Fernando, Trinidad und Amparo den Betrieb von ihrem Vater. Zu diesem Zeitpunkt existierten acht Filialen.
Als erstes spanisches Unternehmen führte Mercadona 1982 Barcodelesegeräte ein. 1988 wurde das erste Lager in Riba-roja de Túria eröffnet und die Kette Superette übernommen, zu der 22 Filialen in Valencia gehörten. Ein Jahr später wurde Cesta Distribución y Desarrollo de Centros Comerciales in das Unternehmen eingegliedert und damit eine Vertretung in der Hauptstadt Madrid.
Im Jahr 1992 hatte Mercadona 150 Märkte und beschäftigte etwa 10.000 Mitarbeiter. Mit den Übernahmen von Almacenes Paquer und Supermercados Vilaro 1998 war das Unternehmen auch in Katalonien vertreten. 2001 wurden der erste Betriebskindergarten in San Sadurní de Noya und die 500. Filiale in Linares eröffnet. Fünf Jahre später wurde in Calp die 1000. Filiale eröffnet.
Seit 2001 hat die Kette einen Onlineshop, der 2010 ein Prozent des Gesamtumsatzes ausmachte. Die Preise von Mercadona sind bis auf wenige Ausnahmen in allen Läden gleich (auch online). „Siempre precios bajos“ („Immer niedrige Preise“) heißt die Politik des Unternehmens, weswegen es auch keinerlei Preis- und Geschenkaktionen gibt.
Hausmarken sind unter anderem: „Hacendado“, „Bosque Verde“, „Deliplus“, „Compy“.
2019 wurden die ersten zehn Supermärkte in Portugal eröffnet. Aktuell (November 2023) betreibt Mercadona 47 Supermärkte in Portugal.